# Транспорт Коморських Островів
Транспорт Коморські Острови представлений автомобільним , повітряним , водним (морським) , у населених пунктах  та у міжміському сполученні діє громадський транспорт пасажирських перевезень. Площа країни дорівнює 2 235 км² (180-те місце у світі). Форма території острівної країни — архіпелажна, витягнута в субширотному напрямку; максимальна дистанція з півночі на південь  — 170 км (з Майоттою) або 110 км (без), зі сходу на захід — 220 км (з Майоттою) або 140 км (без). Географічне положення Коморські Острови дозволяє контролювати морські транспортні шляхи між Америкою, Європою і Азією, що йдуть через Мозамбіцьку протоку вздовж східноафриканського узбережжя .

## Автомобільний
Загальна довжина автошляхів у Коморських Островах, станом на 2002 рік, дорівнює 880 км, з яких 673 км із твердим покриттям і 207 км без нього (187-ме місце у світі).

## Повітряний
У країні, станом на 2013 рік, діє 4 аеропорти (186-те місце у світі), з них 4 із твердим покриттям злітно-посадкових смуг і Аеропорти країни за довжиною злітно-посадкових смуг розподіляються так (у дужках окремо кількість без твердого покриття):
- від 10 тис. до 8 тис. футів (3047-2438 м) — 1 (0);
- від 5 тис. до 3 тис. футів (1523—914 м) — 3 (0)[1].

У країні, станом на 2015 рік, зареєстровано 2 авіапідприємства, які оперують 9 повітряними суднами.
Коморські Острови є членом Міжнародної організації цивільної авіації (ICAO). Згідно зі статтею 20 Чиказької конвенції про міжнародну цивільну авіацію 1944 року, Міжнародна організація цивільної авіації для повітряних суден країни, станом на 2016 рік, закріпила реєстраційний префікс — D6, заснований на радіопозивних, виділених Міжнародним союзом електрозв'язку (ITU). Аеропорти Коморські Острови мають літерний код ІКАО, що починається з — FM.

## Водний

### Морський
Головні морські порти країни: Мороні, Муцамуду.
Морський торговий флот країни, станом на 2010 рік, складався з 149 морських суден з тоннажем понад 1 тис. реєстрових тонн (GRT) кожне (39-те місце у світі), з яких: балкерів — 16, суховантажів — 83, інших вантажних суден — 5, танкерів для хімічної продукції — 5, контейнеровозів — 2, пасажирських суден — 2, вантажно-пасажирських суден — 1, нафтових танкерів — 17, рефрижераторів — 10, ролкерів — 8.
Станом на 2010 рік, кількість морських торгових суден, що ходять під прапором країни, але є власністю інших держав — 73 (Бангладеш — 1, Болгарії — 4, Китайської Народної Республіки — 1, Кіпру — 2, Греції — 4, Кенії — 2, Кувейту — 1, Латвії — 2, Лівану — 2, Литви — 1, Нігерії — 1, Норвегії — 1, Пакистану — 5, Російської Федерації — 12, Сирії — 5, Туреччини — 8, Об'єднаних Арабських Еміратів — 8, Великої Британії — 1, України — 10, Сполучених Штатів Америки — 2).

## Державне управління
Держава здійснює управління транспортною інфраструктурою країни через Державний секретаріат з питань транспорту. Станом на 17 червня 2016 року держсекретаріат в уряді Азалі Ассумані очолював Вахаді Капачіа.

### Українською
- Атлас. 10-11 клас. Економічна і соціальна географія світу / упорядники :  О. Я. Скуратович, Н. І. Чанцева. — К. : ДНВП «Картографія», 2010. — ISBN 978-966-475-639-3.
- Атлас світу / голов. ред. І. С. Руденко ; зав. ред. В. В. Радченко ; відп. ред. О. В. Вакуленко. — К. : ДНВП «Картографія», 2005. — 336 с. — ISBN 9666315467.
- Безуглий В. В. Економічна і соціальна географія зарубіжних країн : Навчальний посібник. — К. : ВЦ «Академія», 2007. — 704 с. — ISBN 978-966-580-239-6.
- Безуглий В. В., Козинець С. В. Регіональна економічна і соціальна географія світу : Навчальний посібник. — видання 2-ге, доп., перероб. — К. : ВЦ «Академія», 2007. — 688 с. — ISBN 966-580-144-9.
- Головченко В., Кравчук О. Країнознавство: Азія, Африка, Латинська Америка, Австралія і Океанія. — К., 2006. — 335 с. — ISBN 966-8939-04-2.
- Дахно І. І. Країни світу: Енциклопедичний довідник / І. І. Дахно, С. М. Тимофієв. — К. : Мапа, 2011. — 606 с. — (Бібліотека нового українця) — ISBN 978-966-8804-23-6.
- Дахно І. І. Економічна географія зарубіжних країн : навчальний посібник. — К. : Центр учбової літератури, 2014. — 319 с. — ISBN 978-611-01-0682-5.
- Дорошенко В. І. Географія транспорту : Навчальний посібник / В. І. Дорошенко, К. Д. Діденко. — К. : Київський нац. ун-т ім. Т. Шевченка, 2010. — 183 с. — ISBN 978-966-439-329-1.
- Дубович І. А. Країнознавчий словник-довідник. — 5-те вид., перероб. і доп. — К. : Знання, 2008. — 839 с. — ISBN 978-966-346-330-8.
- Економічна і соціальна географія країн світу : Навчальний посібник / За ред. С. П. Кузика. — Л. : Світ, 2002. — 672 с. — ISBN 966-603-178-7.
- Зарубіжна транспортна географія : навчальний посібник / уклад. : Петрашевський О. Л. и др. — К. : Національний транспортний університет, 2015. — 95 с. — ISBN 978-966-632-227-5.
- Книш М. М., Мамчур О. І. Регіональна економічна і соціальна географія світу (Латинська Америка та Карибські країни, Африка, Азія, Океанія) : навч. посіб. — Л. : ЛНУ ім. Івана Франка, 2013. — 368 с. — ISBN 978-617-10-0007-0.
- Юрківський В. М. Регіональна економічна і соціальна географія. Зарубіжні країни : Підручник. — К. : Либідь, 2001. — 416 с. — ISBN 966-06-0092-5.

### Англійською
- (англ.) Modern Transport Geography / Hoyle, B. and R. Knowles (eds). — Second Edition,. — London : Wiley, 1998.
- (англ.) Rodrigue, J-P. The Geography of Transport Systems. — Fourth Edition. — N. Y. : Routledge, 2017. — 440 с. — ISBN 978-1138669574.
- (англ.) Taaffe E. J., Gauthier H. L. and O'Kelly M. E. Geography of transportation. — Second Edition. — N. Y. : Prentice Hall, 1996. — ISBN 0-13-368572-1.
- (англ.) Black, W. Transportation: A Geographical Analysis. — N. Y. : Guilford, 2003.

### Російською
- (рос.) Коморские Острова // Африка: энциклопедический справочник [в 2-х тт.] / гл. ред. А. А. Громыко. — М. : Советская энциклопедия, 1986. — Т. 1. — С. 669.
- (рос.) Максаковский В. П. Географическая картина мира. Книга I: Общая характеристика мира. — М. : Дрофа, 2008. — 495 с. — ISBN 978-5-358-05275-8.
- (рос.) Максаковский В. П. Географическая картина мира. Книга II: Региональная характеристика мира. — М. : Дрофа, 2009. — 480 с. — ISBN 978-5-358-06280-1.
- (рос.) Страны Африки. Политико-экономический справочник / ред. В. Солодовников, В. Румянцев. — М. : Издательство политической литературы, 1969. — 318 с.
- (рос.) Физико-географический атлас мира. — М. : Академия наук СССР и главное управление геодезии и картографии ГГК СССР, 1964. — 298 с.
- (рос.) Шаповал Н. С. Транспортная география и транспортные системы мира : учебное пособие. — К. : Центр учбової літератури, 2006. — 188 с. — ISBN 000-0000-00-4.
- (рос.) Экономическая, социальная и политическая география мира. Регионы и страны / под ред. С. Б. Лаврова, Н. В. Каледина. — М. : Гардарики, 2002. — 928 с. — ISBN 5-8297-0039-5.
- (рос.) Энциклопедия стран мира / глав. ред. Н. А. Симония. — М. : НПО «Экономика» РАН, отделение общественных наук, 2004. — 1319 с. — ISBN 5-282-02318-0.